# Web Hypertext Application Technology Working Group
Le Web Hypertext Application Technology Working Group (ou WHATWG) est une collaboration non officielle des différents développeurs de navigateurs web ayant pour but le développement de nouvelles technologies destinées à faciliter l'écriture et le déploiement d'applications à travers le Web. La liste de diffusion du groupe de travail est publique et ouverte à tous. La Mozilla Foundation, Opera Software et Apple en sont les premiers contributeurs, rejoints en 2017 par Google et Microsoft.
Ce groupe de travail se limite aux technologies qu'il estime implémentables dans les navigateurs Web sur la base des implémentations actuelles, et particulièrement de celles d'Internet Explorer. Il se présente notamment comme une réponse à la lenteur supposée du développement des standards par le W3C et au caractère supposé trop fermé de son processus interne d'élaboration de spécification. Cependant, de nombreux participants à ce projet sont également des membres actifs du W3C, et le nouveau groupe de travail HTML du W3C a adopté en 2007 les propositions du WHATWG comme base de travail d'un futur HTML5.

## Controverse entre WHATWG et W3C
Le W3C se félicite de sa coopération avec WHATWG alors que ce dernier de son côté lui reproche de faire un copier coller de mauvaise qualité de ses propositions,.